# Región de Nanyo
La Región de Nanyo (南予地方 Nanyo-chihō?) es una de las regiones en que se subdivide la prefectura de Ehime, y corresponde a su porción austral. Actualmente está conformada por las ciudades de Oozu, Yawatahama, Uwajima y Seiyo; y los pueblos de Uchiko del Distrito de Kita, Ikata del Distrito de Nishiuwa, Kihoku y Matsuno, ambos del Distrito de Kitauwa, y Ainan del Distrito de Minamiuwa.

Ubicación de la Región de Nanyo en la Prefectura de Ehime.